# Andranofanjava
Andranofanjava est une commune rurale (Kaominina), du District Antsiranana II, du nord de Madagascar, dans la province de Diego-Suarez.

## Administration
Andranofanjava est une commune du district d'Antsiranana II, située dans la région de Diana, dans la province de Diego-Suarez.

## Économie
La population est majoritairement rurale. On trouve sur le territoire communal des rizières et de la culture de maïs.

## Démographie
La population est estimée à 4 413 habitants, en 2001.